# Cao Cao
Cao Cao, imię publiczne: Mengde, chiń. 孟德 (ur. 155 w powiecie Qiao (dzis. Bozhou), zm. 15 marca 220 w Luoyangu) – watażka okresu upadku dynastii Han, uważany za właściwego twórcę państwa Wei, znany również jako poeta.

## Wczesne lata
Był synem Cao Songa i jego żony Damy Ding i w związku z powyższym przybranym wnukiem eunucha Cao Tenga. Jako młodzieniec na dworze w Luoyangu był znany ze swoich ekscesów, kiedy jednak pod koniec lat 70. został Komendantem (尉, wei) odpowiedzialnym za policję w stolicy wsławił się ścisłym stosowaniem prawa, nawet w stosunku do członków wielkich rodów, czego najjaskrawszym przykładem było zabicie wuja wpływowego eunucha Jian Shi, który nie przestrzegał godziny policyjnej. Wkrótce został przeniesiony na urząd w komanderii Dong, zaś w 178 zwolniony, ponieważ eunuchowie w zemście za jego postępowanie oskarżyli go o powiązania z popadłą w niełaskę cesarzową Song.
Dzięki swoim zdolnościom oraz wpływom swojego ojca Cao Cao szybko powrócił do służby, by w momencie wybuchu powstania Żółtych Turbanów w 184 otrzymać stanowisko Komendanta Kawalerii (騎都尉, Ji Duwei). Za zasługi w walkach przeciwko Żółtym Turbanom został mianowany kanclerzem (丞相, chengxiang) królestwa (wang) Jinan, jednak obawiając się iż swoimi działaniami tworzy sobie wrogów na dworze po pewnym czasie złożył dymisję, oficjalnie z powodu choroby. W 188 został pułkownikiem (校尉, xiaowei) Zachodniego Ogrodu, prywatnego korpusu cesarza Linga (168-189).

## Wojna domowa

### Po stronie Yuan Shao

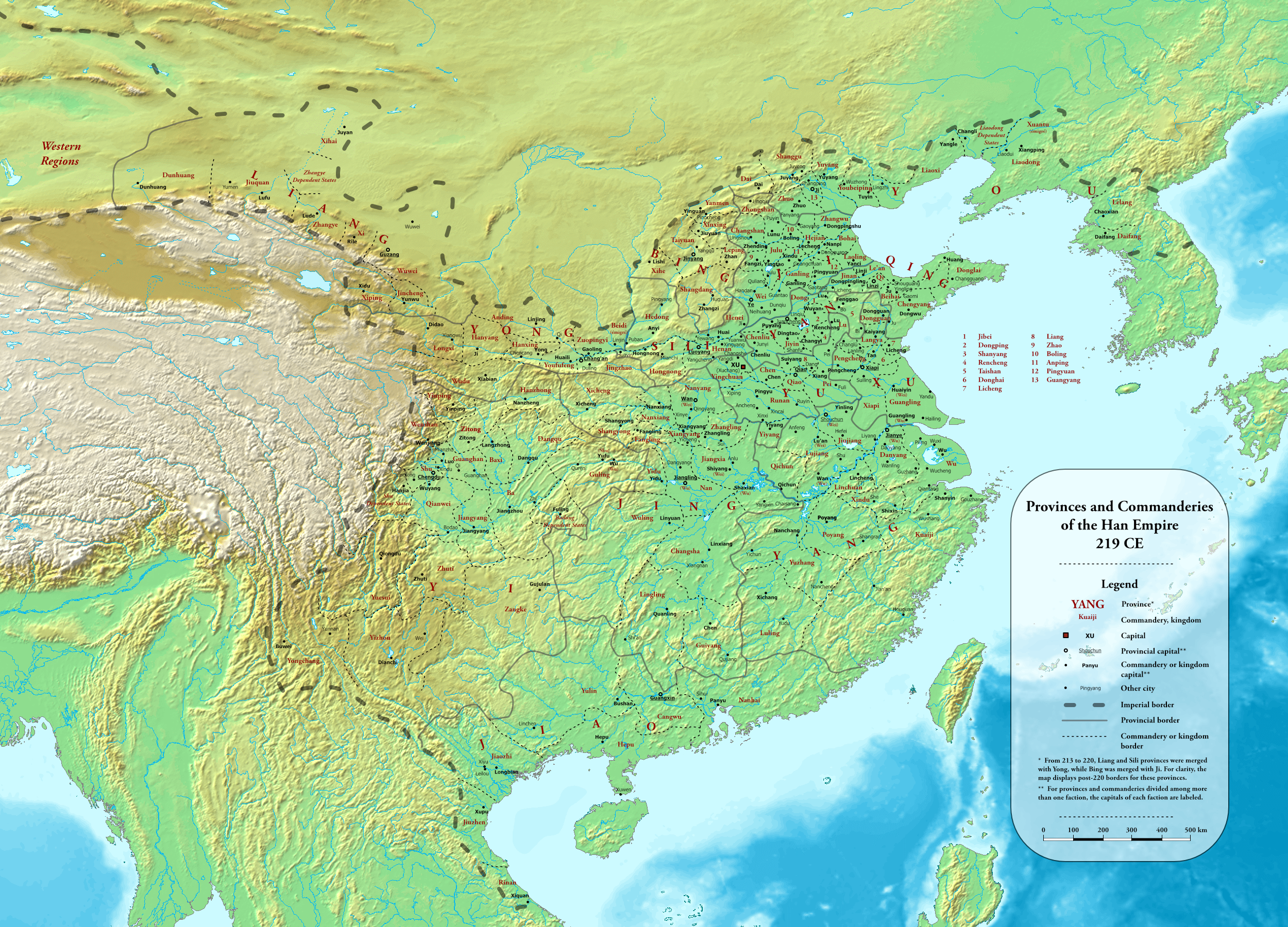
Prowincje i komanderie Cesarstwa Han niedługo przed jego upadkiem

Po opanowaniu stolicy Dong Zhuo chciał uczynić Cao Cao swoim doradcą, jednak ten uciekł i dołączył do Yuan Shao, który mianował go generałem (將軍, jiangjun). W 190, zirytowany brakiem aktywności swoich towarzyszy, wyruszył w głąb Henanu, doznał jednak ciężkiej klęski pod Rongyangiem. Rannego Cao Cao uratował jego kuzyn Cao Hong. W następnym roku osiągnął pewne sukcesy w walce przeciwko bandycie Bo Rao w komanderii Dong i Yuan Shao mianował go jej namiestnikiem (太守, taishou). Po uwolnieniu jej terytorium od bandytów w 192 Cao Cao został zaproszony przez Bao Xuna i innych oficerów do objęcia namiestnictwa prowincji Yan po zmarłym Liu Daiu. Cao Cao musiał tutaj walczyć z Żółtymi Turbanami atakującymi z prowincji Qing, jednak pomimo kilku porażek ostatecznie udało mu się przekonać ich do przejścia na swoją stronę, co wzmocniło jego oddziały o trzydzieści tysięcy żołnierzy.
Na początku 193 Cao Cao odrzucił głównego przeciwnika Yuan Shao, Yuan Shu, w stronę rzeki Huai, i zajął silną pozycję na południe od Huang He. Jesienią jego ojciec został zabity przez oddziały namiestnika prowincji Xu, Tao Qiana, i Cao Cao odpowiedział gwałtownym atakiem na jego terytorium. Nie tylko jednak nie odniósł sukcesu, ale nieomal stracił prowincję Yan, gdy latem 194 jego dawny przyjaciel Zhang Miao zbuntował się przeciwko niemu i wezwał na pomoc Lü Bu. Cao Cao odzyskał kontrolę nad Yan dopiero po osiemnastu miesiącach ciężkich walk, m.in. dzięki posiłkom przysłanym przez Yuan Shao. Zhang Miao zginął, zaś Lü Bu wycofał się do prowincji Xu, gdzie walczył z Yuan Shu i Liu Beiem.

### W imieniu cesarza

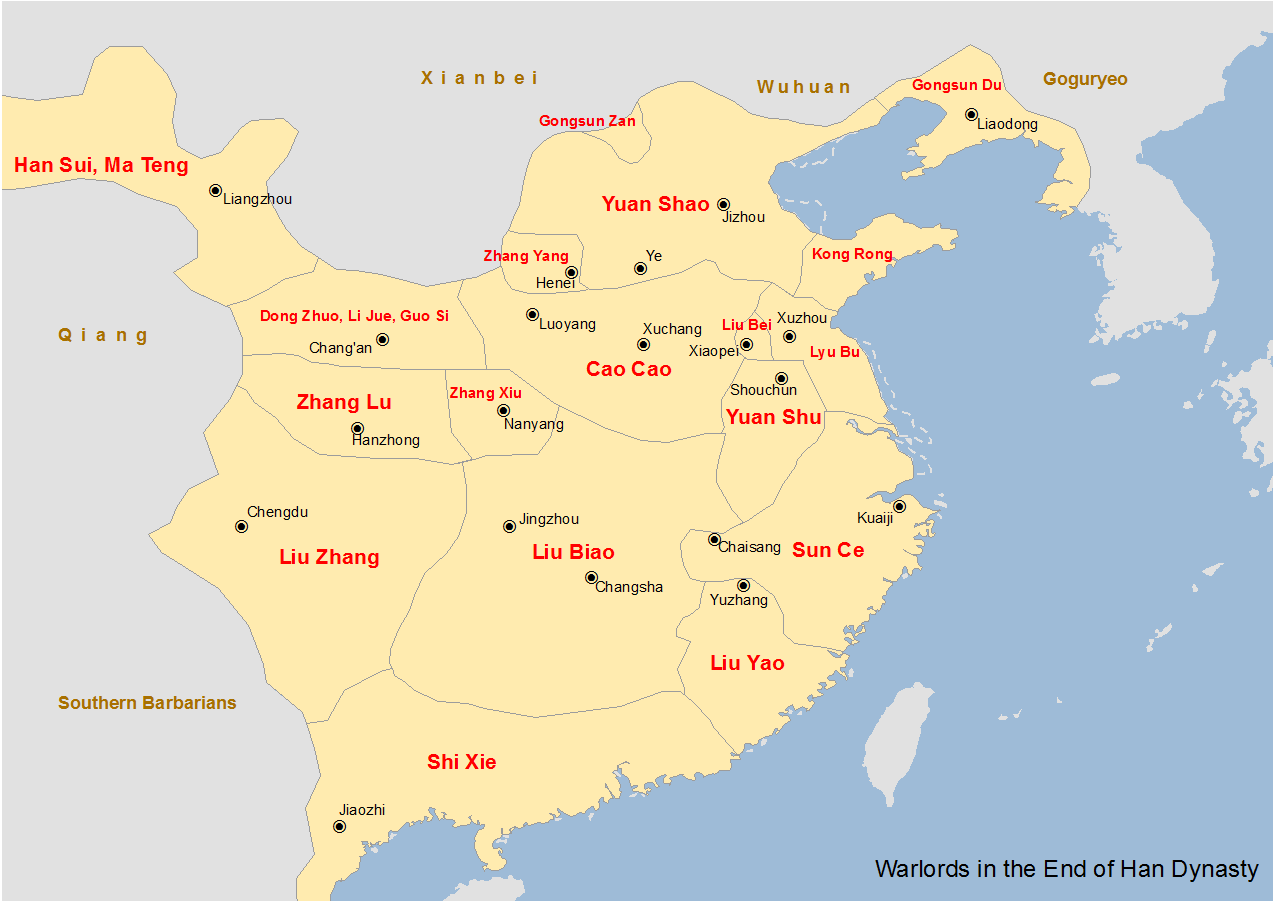
Terytoria watażków walczących o panowanie nad Chinami pod koniec II wieku n.e.

Cao Cao ustanowił swoją bazę w Xu (dzis. Xuchang) i jesienią 196 udało mu się doprowadzić do przeniesienia tam dworu cesarza Xiana (189-220). Aż do tej pory Cao Cao był tylko jednym z wielu awanturników walczących na Centralnej Równinie "ale z cesarzem jako symbolem i «restauracją» jako sloganem przyciągnął wielu utalentowanych młodych ludzi na swoją służbę". Kontrolując cesarza i jego marionetkowy rząd Cao Cao jednocześnie odgrywał rolę cesarskiego lojalisty. Cesarz nadał mu tytuł markiza (侯, hou), zaś po negocjacjach ze swoim nominalnym przełożonym Yuan Shao Cao Cao przyjął również tytuł Ekscelencji ds. Robót (司空, sikong).
W 197, gdy Cao Cao walczył z Liu Biao i Yuan Shu, Yuan Shao zaatakował Xu i tym samym doszło do ostatecznego zerwania pomiędzy nim a jego dawnym podwładnym. W następnym roku zaatakowany przez Lü Bu Liu Bei uciekł do Cao Cao, którego siły następnie obległy Lü Bu w Xiapi (dzis. Pizhou w prefekturze Xuzhou). Po zdobyciu miasta i zabiciu Lü Bu, jak również śmierci Yuan Shu latem 199, Cao Cao panował niepodzielnie nad prowincją Xu i nie miał żadnego poważnego rywala do kontroli nad regionem rzeki Huai. W następnym roku został jednak zaatakowany przez Yuan Shao i zdradzony przez Liu Beia. Dysponując znacznie mniejszymi siłami, podjął desperacką obronę swoich pozycji pod Guandu (dzis. powiat Zhongmu w Henanie), w zakolu rzeki Bian i Wielkiego Kanału. Ostatecznie udało mu się zniszczyć linie zaopatrzenia Yuan Shao, którego armia uległa dezintegracji. 
Latem 202 Yuan Shao zmarł i jego synowie Yuan Shang i Yuan Tan zaczęli walczyć o schedę po swoim ojcu. Cao Cao przez pewien czas wspierał Yuan Tana, ostatecznie jednak w 205 zabił go i pokonał obu braci, zajmując miasto Ye, do którego przeniósł swoją stolicę. Yuan Shang wraz ze swoim młodszym bratem Yuan Xi uciekli do Wuhuan. Zostali jednak pokonani w 207 przez Cao Cao w bitwie pod Górą Białego Wilka. Po tym wydarzeniu bracia Yuan uciekli na wschód do Gongsun Kanga w Liaotungu, ten jednak zabił ich, po czym ich głowy odesłał Cao Cao. W rezultacie tych zwycięstw Cao Cao ponownie zjednoczył równinę Huang He, która nadal stanowiła demograficzne i ekonomiczne serce Chin. W 208 przyjął tytuł kanclerza, tym samym oficjalnie stając na czele cywilnego rządu.
Po śmierci Liu Biao w 208 Cao Cao zajął Xiangyang, jednak następnie został pokonany przez siły Sun Quana i Liu Beia w bitwie o Czerwone Klify i musiał zawrócić na Północ, chociaż miasto pozostało pod jego kontrolą. Klęska pod Czerwonymi Klifami "oznaczała koniec nadziei na szybkie ponowne zjednoczenie Chin". Cao Cao zabrał na Północ wielu uczonych poprzednio związanych z Liu Biao, którzy przenieśli się na jego dwór chcąc uniknąć zamętu panującego na Południu. Podejmowane następnie przeciwko Sun Quanowi ataki nie były w stanie pokonać bariery Jangcy, ale siłom Cao Cao udało się usadowić w basenie rzeki Huai. W 215, wykorzystując walki pomiędzy Liu Beiem a Sun Quanem, Cao Cao zajął Hanzhong, gdzie przyjął kapitulację przywódcy Niebiańskich Mistrzów Zhang Lu. Cztery lata później utracił jednak Hanzhong na rzecz Liu Beia. W 220 generał Liu Beia, Guan Yu, zaatakował siły Cao Cao w Xiangyangu, tylko po to by zostać pokonanym przez niespodziewany atak armii Sun Quana.

## Dziedzictwo

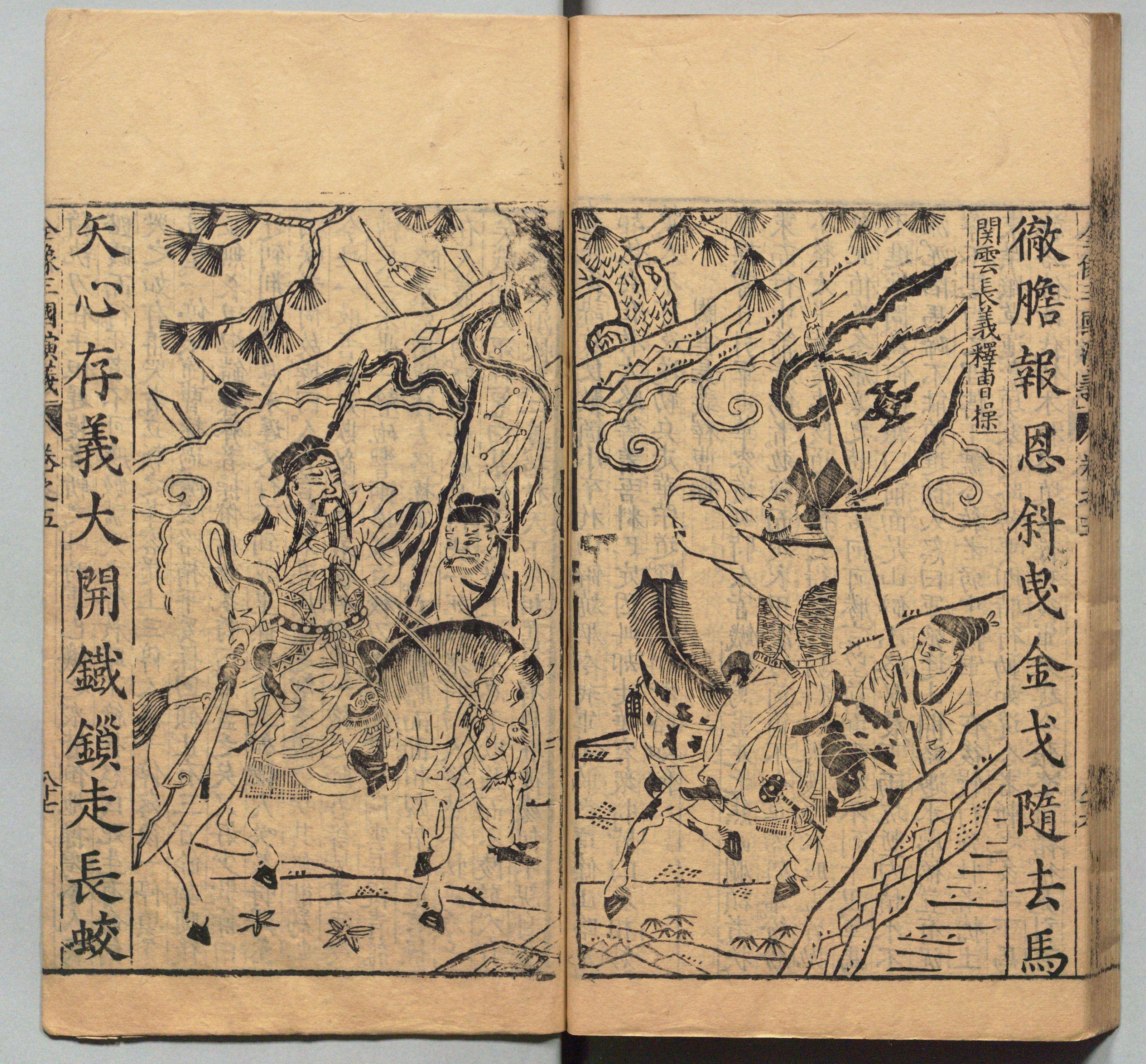
Cao Cao walczy z Guan Yu. Ilustracja z wydania Opowieści o Trzech Królestwach z 1591

W 213 Cao Cao otrzymał tytuł diuka (公, gong) Wei i ustanowił swój własny dwór paralelny do cesarskiego. Rok później uwięził cesarzową Fu Shou pod zarzutem spisku i po tym jak ta wkrótce zmarła cesarzową została jego córka, Cao Jie. W 216 otrzymał tytuł króla (wang) Wei, miał dokonać ceremonii rytualnej orki i mianować ministrów. Po ataku Guan Yu Cao Cao stacjonował na południe od Luoyangu i zmarł w tym mieście 15 marca 220. Podczas swojego życia miał dwie żony i co najmniej trzynaście konkubin, oprócz innych związków, i spłodził co najmniej dwudziestu pięciu synów oraz sześć córek. Jego następcą został jego najstarszy żyjący syn, Cao Pi (220-226), który niezwłocznie po przejęciu władzy zdecydował się na przeprowadzenie abdykacji cesarza Xiana i ogłoszenie się cesarzem Wei. Jednocześnie pośmiertnie nadał swojemu ojcu tytuł cesarza Wu (武).
Cao Cao był człowiekiem wielu talentów, nie tylko w dziedzinie wojny i polityki, ale także szeroko pojmowanej kultury. Zarówno on sam jak i jego dwaj synowie, Cao Pi i Cao Zhi, byli utalentowanymi poetami. Jednocześnie udało mu się skupić wokół siebie jednych z najznakomitszych twórców epoki, znanych jako Siedmiu Mistrzów z Jian’anu, którzy pisali poezje fu i shi. Cao Cao był autorem komentarza do Sztuki wojennej Sunzi i znakomitym graczem w go. Na jego dworze przebywali również prominentni uczeni tego okresu, wśród których narodziła się nowa szkoła filozoficzna, nazywana współcześnie neotaoizmem, często kojarzona ze współczesnym jej nurtem "czystej konwersacji" (Qingtan). Cao Cao zatrudniał również słynnych lekarzy Zhang Zhongjinga i Hua Tuo.
Cao Cao jest jednym z głównych negatywnych bohaterów XIV-wiecznej Opowieści o Trzech Królestwach, która zapewniła mu pośmiertną sławę w świecie literatury. Znalazła ona swoje przedłużenie również we współczesnej kulturze popularnej, gdzie postać Cao Cao pojawiła się w szeregu filmów, programów telewizyjnych i popularnych gier komputerowych.